# David Vaněček (labdarúgó, 1991)
David Vaněček (Planá, 1991. március 9.) cseh labdarúgó, a Diósgyőri VTK csatára.

## Pályafutása
Vaněček a cseh élvonalbeli Viktoria Plzeň akadémiáján nevelkedett. A felnőtt csapatban egy Teplice elleni mérkőzésen mutatkozott be 2010. március 10-én. Sokáig másodosztályú csapatoknak adták kölcsön (Táborsko, Ústí nad Labem, Graffin Vlašim, Baník Sokolov, Vysočina Jihlava). A 2013-2014-es idényben 17 góllal a cseh másodosztály gólkirálya lett a Hradec Králové játékosaként. 2016 és 2018 között az élvonalbeli Teplice játékosa volt. 2019 januárja óta a skót Hearts játékosa.
A 2019–20-as idényben a bronzérmes csapat tagjaként 32 mérkőzésen 11 gólt szerzett.

## Magánélete
Unokatestvére, David szintén labdarúgó volt, majd visszavonulása után edzőként kezdett dolgozni.

## Sikerei, díjai
Viktoria Plzeň
- Cseh bajnok (1): 2010–11

 Hradec Králové
- Cseh másodosztály gólkirály (1): 2013–14 (17 gól)

 Puskás Akadémia
- Magyar labdarúgó-bajnokság bronzérmes: 2019–20[3]